# 梶ヶ森
梶ヶ森（かじがもり）は、高知県長岡郡大豊町にある剣山系南西部に座する標高1,399.8mの山である。
眺望の良い独立峰で山頂にアンテナ群があり認識が容易であり、山頂まで車道が通じていて容易に山頂に立てる。山腹には、定福寺の奥之院があり、また日本の滝百選「龍王の滝」があり、山頂近くにキャンプ地や山荘「梶ヶ森」があって目的と体力に応じていろいろな楽しみ方ができる山である。

## ギャラリー

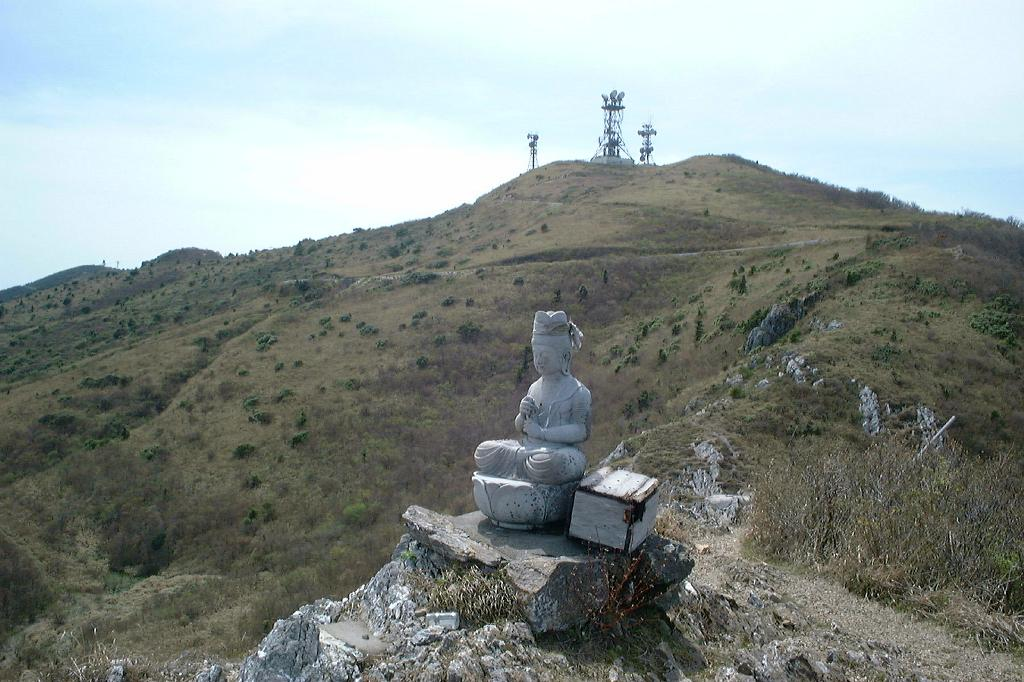
山頂部
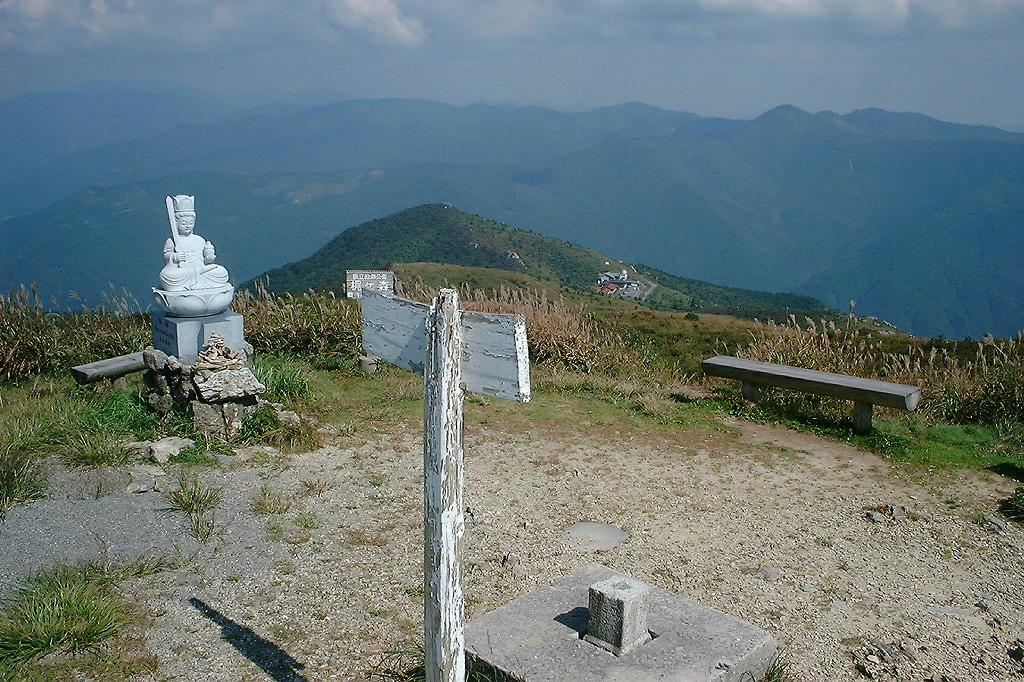
頂上
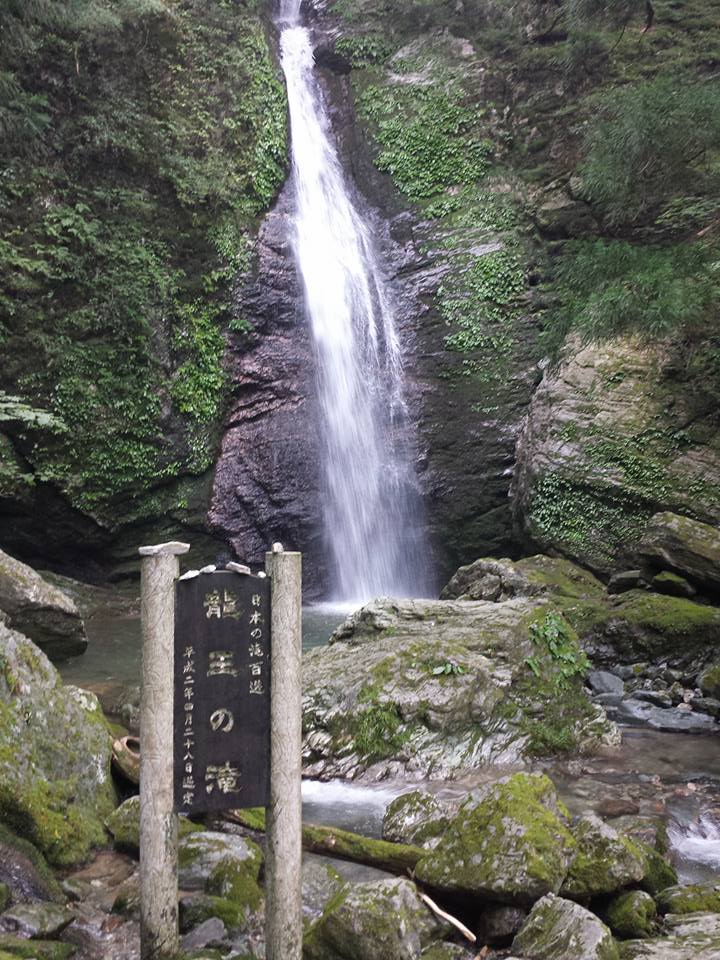
龍王の滝
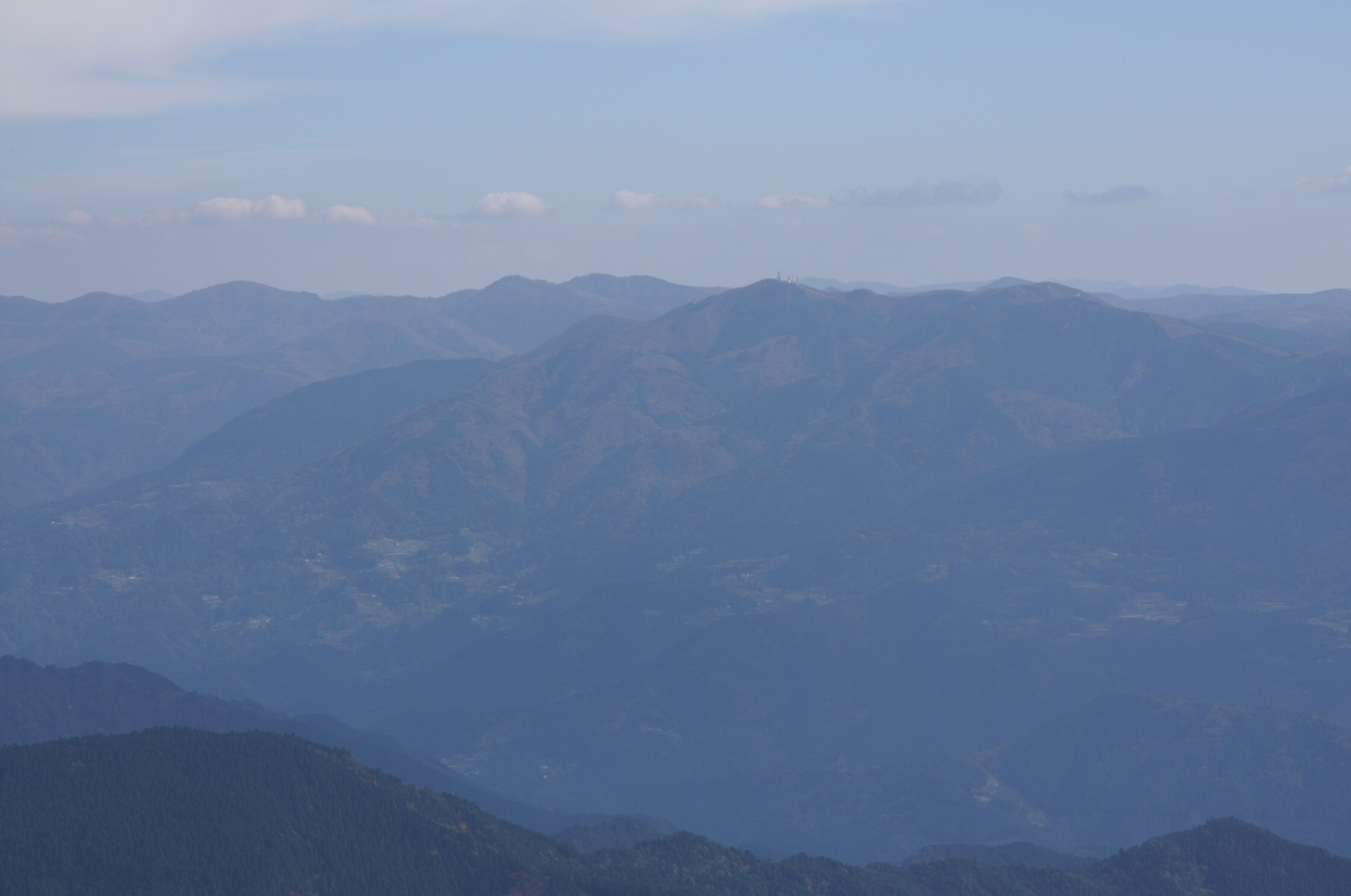
白髪山から望む